# 森中守義
森中 守義（もりなか もりよし、1919年10月24日 - 1997年10月1日）は、日本の政治家。衆議院議員（3期）、参議院議員（3期）。永年在職議員表彰。

## 経歴
1938年、熊本逓信講習所普通科卒業。卒業後は逓信省に入省し、郵政事務官となる。戦後、労働運動に身を投じ、全逓中央執行委員、同熊本地区執行委員長、熊本県総評議長などを務める。1956年、第4回参議院議員通常選挙において熊本県選挙区から日本社会党公認で立候補し、初当選。1962年2月、参議院オリンピック東京大会準備促進特別委員長に就任。同年7月の第6回参議院議員通常選挙と11月に行われた補欠選挙に立候補したが、落選。1963年2月、熊本市長選挙に立候補したが落選。1965年の第7回参議院議員通常選挙で返り咲く。1967年、参議院逓信委員長に就任。1977年7月、第11回参議院議員通常選挙と同年11月の補欠選挙に立候補したが、落選。1979年、衆議院熊本1区に鞍替え出馬して第35回衆議院議員総選挙で初当選。1981年、衆議院石炭対策特別委員長に就任。1986年の第38回衆議院議員総選挙は不出馬。同年7月25日、永年在職議員表彰を受ける。1989年11月3日、勲一等瑞宝章受章。1997年10月1日死去。10月1日付で従三位を叙位。同年10月17日、特旨を以て位記を追賜される。

## 人物
新東京国際空港（現・成田国際空港）の一坪共有地の名義人の1人であった。

## 役員
- 日本社会党参議院国対委員長
- 日本社会党熊本県本部執行委員長

## 元秘書
- 畑田勲（全労済熊本県本部専務理事）

## 著書
- 『燃ゆる石―日本のエネルギー問題・衆院石特委員長席から』日本コマーシャル出版、1982年。

## 参考資料
- 衆議院・参議院編『議会制度百年史 - 貴族院･参議院議員名鑑』大蔵省印刷局、1990年。
- 朝日新聞選挙本部編『朝日選挙大観』朝日新聞社、1997年。
- 『官報』1986年7月29日 本紙 17837 国会事項
- 『官報』1989年11月4日 号外 155 叙位・叙勲
- 『官報』1997年10月30日 本紙 2253 叙位・叙勲

| 議会          | 議会                                                 | 議会          |
| ------------- | ---------------------------------------------------- | ------------- |
| 先代 大矢正   | 参議院公害対策及び環境保全特別委員長 1973年 - 1974年 | 次代 鶴園哲夫 |
| 先代 野上元   | 参議院逓信委員長 1967年 - 1968年                     | 次代 久保等   |
| 先代 岡田利春 | 衆議院石炭対策特別委員長 1980年 - 1981年             | 次代 枝村要作 |